# Old HB

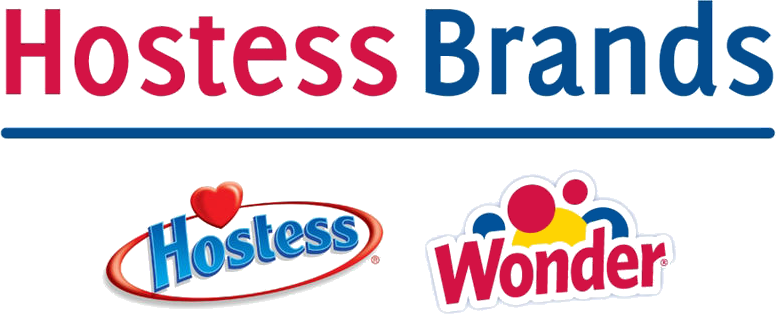
Logo

Old HB, conocido como Hostess Brands de 2009 a 2013 y establecido en 1930 como Interstate Bakeries Corporation, fue un panadero mayorista y distribuidor de productos de panadería en los Estados Unidos.  Antes de su clausura en 2012 y liquidación,  poseía las marcas Hostess, Wonder Bread, Nature's Pride, Dolly Madison, Butternut Breads, y Drake's.
Desde hace muchos años la compañía fue basada en 12 East Armour Boulevard, Kansas City, Misuri. En 2009, después de que emerja de una bancarrota de 2004, su nombre fue cambiado a Hostess Brands y su sede se movió a Irving, Texas. Hostess Brands buscó otra vez protección de bancarrota en enero de 2012.
El 16 de noviembre de 2012, la compañía archivó un movimiento en United States Bankruptcy Court for the Southern District of New York en White Plains para cerrar su empresarial y vender sus ventajas. El 21 de noviembre, el movimiento fue aceptado y un juez apalabró vender las marcas de Hostess. Las marcas Hostess y Dolly Madison son ahora producidas por Hostess Brands con sede en Kansas City, Misuri.